# Deslealtad

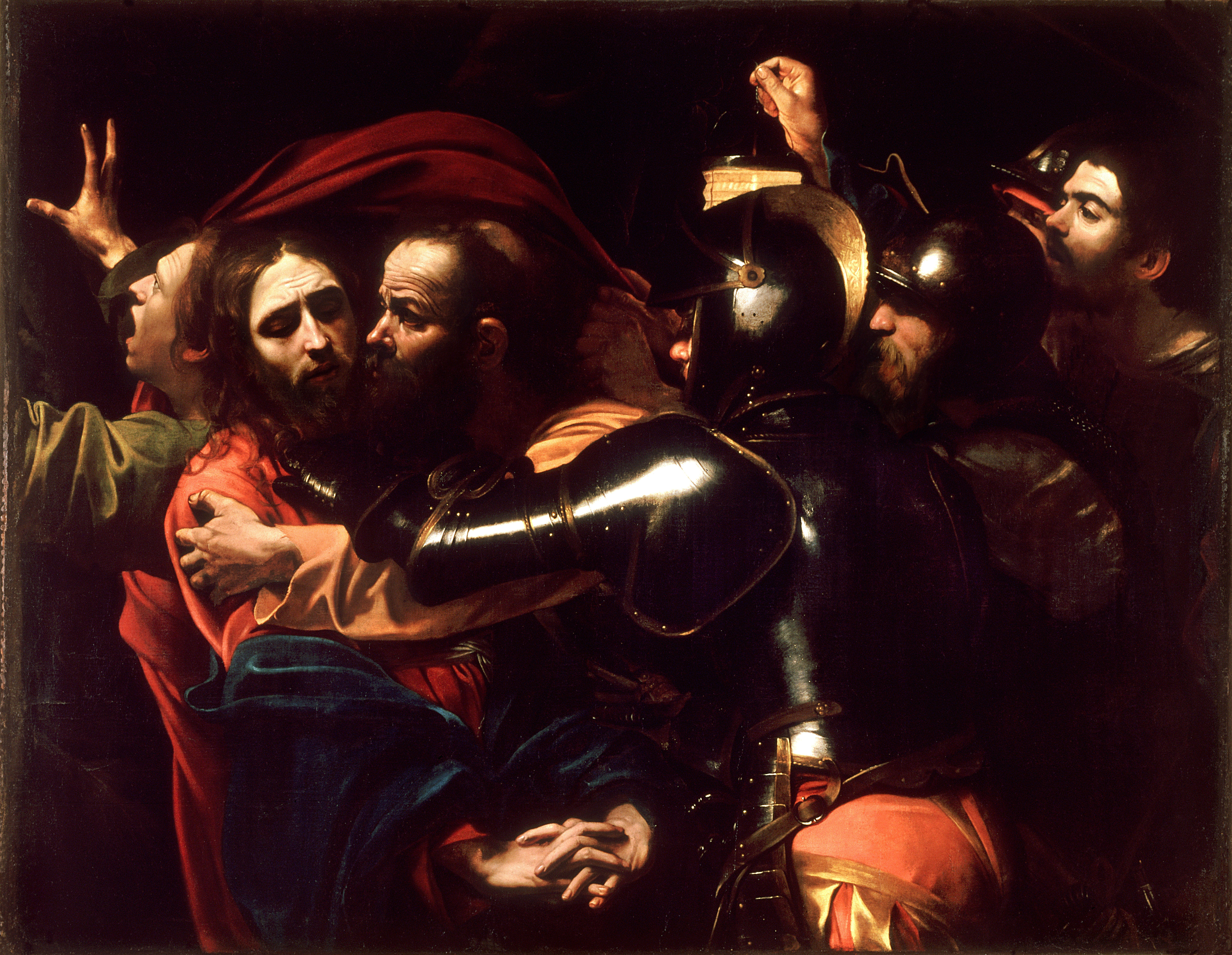
El prendimiento de Cristo de Caravaggio (c.1602) muestra a Judas traicionando a Jesús.

La deslealtad es la ruptura o violación de un presunto contrato o confianza que produce un conflicto moral y psicológico dentro de una relación entre individuos, entre organizaciones o entre individuos y organizaciones. A menudo, la deslealtad es el acto de apoyar a un grupo rival, o es una ruptura total con las normas previamente decididas o supuestas por una parte respecto de las demás. 
Según el Diccionario de la lengua española la deslealtad es la falta de lealtad.  Es el antónimo de lealtad, que tiene como sinónimos fidelidad, nobleza, franqueza, amistad, honradez.

## Ámbito
Los filósofos Judith Shklar y Peter Johnson, autores de "The Ambiguities of Betrayal" y "Frames of Deceit", respectivamente, sostienen que, si bien no existe una definición clara de deslealtad, la deslealtad se entiende mejor a través de la literatura.
Judith Shklar presenta a la deslealtad entre sus "ordinary vices" ("vicios ordinarios"): crueldad, hipocresía, esnobismo, deslealtad (betrayal) y misantropía como meros bancos de arena traicioneros que manchan nuestro carácter con mezquindad e inhumanidad frente a los siete pecados capitales del cristianismo que representan los abismos del carácter.

## Necesidades teóricas y prácticas
Jackson explica por qué se necesita una definición clara:

La delealtad es a la vez un problema "de personas" y un problema de filósofos. Los filósofos deberían poder aclarar el concepto de deslealtad, compararlo y contrastarlo con otros conceptos morales y evaluar críticamente las situaciones de deslealtad. En el nivel práctico, la gente debería poder entender honestamente la deslealtad y también moderar sus consecuencias: manejarla, no dejarse asaltar por ella. Lo que necesitamos es una explicación conceptualmente clara de la deslealtad que diferencie entre deslealtad genuina y meramente percibida, y que también proporcione una guía sistemática para la evaluación de la supuesta deslealtad en la vida real.

El trabajo de Ben-Yehuda de 2001 ("Betrayal and Treason, Violations of Trust and Loyalty", Westview Press) enmarcó todas las formas de deslealtad y traición bajo un marco analítico unificador que utiliza la lealtad, la confianza y los límites morales como herramientas explicativas.

## Firma y consecuencias

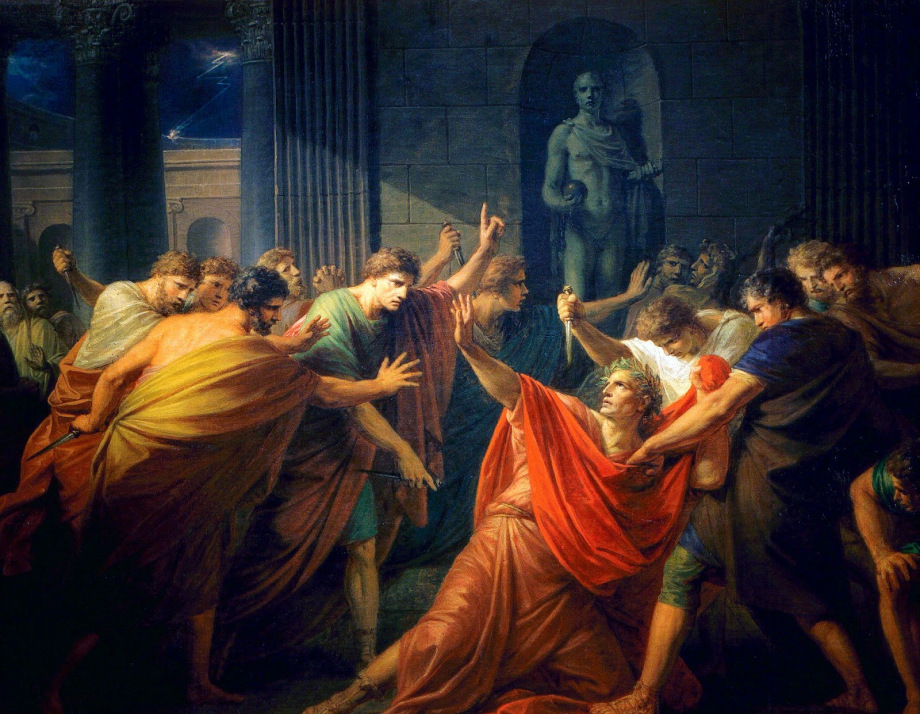
La muerte de Julio César, de F. H. Fuger. En este episodio es famosa la frase de La tragedia de Julio César: "¿Tú también, hijo mío?" en relación con la deslealtad de Marco Junio Bruto

Un acto de traición crea una constelación de comportamientos, pensamientos y sentimientos negativos tanto en sus víctimas como en sus perpetradores. Las interacciones son complejas. Las víctimas muestran ira y confusión y exigen expiación del perpetrador, quien a su vez puede experimentar culpa o vergüenza y mostrar remordimiento. Si, después de que el perpetrador ha mostrado remordimiento o se ha disculpado, la víctima continúa expresando enojo, esto a su vez puede hacer que el perpetrador se ponga a la defensiva y, a su vez, se enoje. Se puede demostrar la aceptación de la traición si las víctimas renuncian a las exigencias de expiación y retribución; pero sólo se demuestra si las víctimas no continúan exigiendo disculpas, recuerdan repetidamente al perpetrador o perpetradores el acto original o revisan incesantemente el incidente una y otra vez.
Si no hay una verdadera disculpa, expiación, verdadero remordimiento y un plan para cambiar el comportamiento de uno, entonces el que fue traicionado puede aceptar que sucedió y que el perpetrador no quiere o no puede cambiar. Ningún cambio real significa que pueden hacerlo de nuevo. La falta de validación por parte del perpetrador puede describirse como una "segunda agresión", que puede exacerbar los efectos del trauma inicial sufrido. Aceptar la traición y no establecer contacto es el mejor camino a seguir. La alternativa es permanecer en conexión y darse cuenta de que la infracción puede volver a ocurrir, y puede optar por evitar hacer ciertas cosas para disminuir la gravedad. Por ejemplo, si una persona chismea, no le cuentes tus secretos.

## Trauma de deslealtad
El trauma por deslealtad o traición tiene síntomas similares al trastorno de estrés postraumático, aunque es probable que el elemento de amnesia y disociación sea mayor.
La diferencia clave entre el trastorno de estrés postraumático (TEPT) tradicional y el trauma por traición es que históricamente se considera que el primero es causado principalmente por el miedo, mientras que el trauma por traición es una respuesta a la ira extrema. Otra diferencia clave es que el trauma por traición implica que un individuo experimenta una violación de la confianza entre un individuo o una institución de confianza, mientras que el trastorno de estrés postraumático no implica una violación por parte de una fuente confiable.

## En las relaciones amorosas
El libro de John Gottman What Makes Love Last? (¿Qué hace que el amor dure?)  describe la traición como "un invasor nocivo que llega con gran sigilo" que socava los romances aparentemente estables y se encuentra en el corazón de toda relación fallida, incluso si la pareja no es consciente de ello. Gottman calculó una métrica de traición calculando cuán poco dispuesto estaba cada socio a sacrificarse por el otro y por la relación. Una métrica de traición constantemente elevada sirvió como indicador de que la pareja estaba en riesgo de sufrir infidelidad u otra deslealtad grave. Algunos tipos de traición en las relaciones románticas incluyen la infidelidad sexual, el compromiso condicional, una aventura no sexual, mentir, formar una coalición contra la pareja, ausentismo o frialdad, retirada del interés sexual, falta de respeto, injusticia, egoísmo y incumplimiento de promesas.

## Ceguera ante la deslealtad
La ceguera ante la deslealtad es la inconsciencia, el desconocimiento y el olvido que muestran las personas ante la deslealtad.
El término "ceguera ante la deslealtad" (betrayal blindness) fue introducido en 1996 por Freyd, y ampliado en 1999 por Freyd y luego nuevamente en 2013 por Freyd y Birrell a través de la teoría del trauma por traición. Esta ceguera ante la traición puede extenderse a traiciones que no se consideran traumas tradicionales, como el adulterio y las desigualdades. La ceguera por traición no es exclusiva de las víctimas. Los perpetradores y los testigos también pueden mostrar ceguera ante la traición para preservar las relaciones personales, sus relaciones con las instituciones y los sistemas sociales de los que dependen.
El término "traición institucional" se refiere a las malas acciones perpetradas por una institución contra personas que dependen de esa institución. Esto incluye no prevenir o responder de manera solidaria a los delitos cometidos por individuos (por ejemplo, agresión sexual) dentro del contexto de la institución.